# Чепчугов Сергій Андрійович
Сергій Андрійович Чепчугов (рос. Сергей Андреевич Чепчугов, нар. 15 липня 1985, Красноярськ) — російський футболіст, що грав на позиції воротаря, зокрема за ЦСКА (Москва).

## Ігрова кар'єра
У дорослому футболі дебютував 2003 року виступами за «Металург» з рідного Красноярська, в якій провів чотири сезони, взявши участь у 97 матчах чемпіонату. У цей період на правах оренди 2006 року грав за команду «Сибіряк».
Частину 2008 року відіграв у Латвії за «Ригу», після чого повернувся на батьківщину, де виступав за «Сибір».
2010 року був запрошений до московського ЦСКА, де став одним із дублерів основного голкіпера команди Ігора Акінфєєва. Був гравцем «армійців» протягом наступних семи років, за які команда виграла низку національних трофеїв, утім у кожному із переможних турнірів Чепчугов проводив щонайбільше по декілька ігор.
Завершував ігрову кар'єру у 2017—2018 роках виступами за «Єнісей». Згодом на початку 2020-х повертався на поле як гравець другої команди цього ж клубу.

## Титули і досягнення
- Чемпіон Росії (3):

ЦСКА (Москва): 2012/13, 2013/14, 2015/16
- Володар Кубка Росії (2):

ЦСКА (Москва): 2010/11, 2012/13
- Володар Суперкубка Росії (2):

ЦСКА (Москва): 2013, 2014